# رايد ذي لايتنينغ
رايد ذي لايتنينغ (بالإنجليزية: Ride the Lightning)و معناها ركوب البرق، هو الألبوم الثاني لفرقة الروك الأمريكية ميتاليكا، عرض الألبوم في الأسواق في 27 / يوليو / 1984 عبر شركة التسجيل المستقلة ميغافورس ريكوردس Megaforce Records ، حصل الألبوم على تصنيف ذهبي من رابطة صناعة التسجيلات الأمريكية في 5 نوفمبر 1987، وهو منذ 9 / يونيو 2003 حاصل على تصنيف بلاتينيوم × 5.

## الاستقبال
احتوى الألبوم على أغاني تعد استمرارا للأسلوب السريع الذي كان موجودا بالألبوم السابق كل إم أول مثل أغنية "Trapped Under Ice" و "Fight Fire with Fire"، ولكنه احتوى أيضًا على أغاني أطول مدة وأكثر تعقيدا مثل "Fade to Black" وأغنية "The Call of Ktulu" والتي تمتد لتسع دقائق ولا تحتوي على كلمات (لحن فقط)، كما كان هذا هو آخر ألبوم لميتاليكا يساهم عازف الجيتار الرئيسي السابق للفرقة ديف موستاين فيه.
صنف الألبوم في المركز 3 بين أفضل 100 ألبوم ميتال لكل الأوقات حسب موقع metal-rules.com ، كما صنفه موقع IGN في المركز الخامس بين أفضل 25 ألبوم ميتال، كما أن مجلة Q أعطت الألبوم تقييم 5 من 5 .

## الخطأ المطبعي
قامت شركة التسجيل الفرنسية Bernett Records بالخطأ بطباعة غلاف الألبوم باللون الأخضر بدلا من اللون الأزرق، تمت طباعة 400 نسخة من الألبوم باللون الأخضر، ولندرتها أصبحت هذه الألبومات قطعة نادرة تستهوي هواة جمع القطع النادرة.

## الأغاني
Fight Fire with Fire
مقدمة هذه الأغنية تعد مثالا للتطور والتعقيد في أسلوب الكتابة الذي اتجهت إليه الفرقة، تتحدث الأغنية عن الهرمجدون والإنتقام الذين يؤديان لنهاية العالم
Ride the Lightning

كانت هذه الأغنية هي أولى أغاني الفرقة التي تتحدث عن بؤس نظام العدالة الخاص بالجرائم، كلمات الأغنية مكتوبة من منظور شخص يتوقع أن يعدم بالكرسي الكهربائي، هذه الأغنية هي إحدى اغنيتين بالألبوم ساهم فيها عازف الليد جيتار السابق للفرق دايف موستاين.
For Whom the Bell Tolls

هذه الأغنية ترتكز على رواية لمن تقرع الأجراس من تأليف الكاتب إرنست همنجواي، وتتحدث الرواية عن رعب وعار الحروب الحديثة، وقد كتب عازف الباس جيتار السابق للفرقة «المتوفي» كليف بورتون مقدمة هذه الأغنية قبل انضمامه للفرقة.
استخدم مصارع اتحاد المصارعة الترفيهي تربل اتش هذه الأغنية قبل أغنية دخوله في مهرجان ريسلمانيا 27 .
Fade to Black
تتحدث كلمات هذه الأغنية عن رجل يتأمل في حياته وحاضره، وفي النهاية يقرر الإنتحار، من ناحية اللحن «الموسيقا» تبدأ الأغنية بجيتار واضح ثم يبدأ اللحن بالتوجه نحو الأثقل والأكثر تشوشا تدريجيا، وهو نفس الأسلوب الذي اتبعته ميتاليكا في أغانيها التي نالت شعبية كبيرة لاحقا مثل "Welcome Home (Sanitarium)" و "One" و "The Unforgiven" 
مقطع عزف الجيتار المنفرد «جيتار سولو» في هذه الأغنية لعازف الليد جيتار بالفرقة كيرك هاميت تم تصنيفه في المركز 24 بين أفضل 100 عزف جيتار منفرد وذلك حسب رأي القراء في عدد شهر سبتمبر من مجلة Guitar World .
Trapped Under Ice
و هي أغنية تتحدث عن شخص محاصر في غرفة، وهي مستندة على أغنية لفرقة عازف الليد جيتار بميتاليكا كيرك هاميت السابقة Exodus وهي أغنية بعنوان Impaler .
حتى بدء الفرقة لجولتها العالمية للترويج لألبوم ديث ماغنتك لم تكن هذه الأغنية قد ظهرت في قوائم العروض المباشرة سوى في 5 مرات فقط
Escape
سميت هذه الأغنية أساسا باسم المطرقة "The Hammer" وهذه الأغنية عموما لم تعزفها فرقة الميتاليكا أبدا في حفلة مباشرة بصورة كاملة.
Creeping Death
تتحدث هذه الأغنية عن ضربات مصر وخصوصا موت الأولاد البكر (الأول من حيث الولادة) للفراعنة المصريين، وعموما ففي خلال الأغنية بكاملها يتم تناول 4 من أصل 10 ابتلاءات نزلت بالفراعنة.
هذه الأغنية حتى 15 يونيو 2012 هي ثاني أكثر أغنية لميتاليكا تؤديها أثناء الحفلات المباشرة، حيث أدتها 1352 مرة أولها 04 / نوفمبر / 1983 (أكثر أغنية ادتها الفرقة مباشرة هي سيد الدمى Master of Puppets وحتى 15 يونيو 2012 فقد عزفتها 1400 مرة)
The Call of Ktulu
و هي ثاني أغنية تحتوي على لحن فقط بلا كلمات لفرقة الميتاليكا بعد أغنية "(Anesthesia) Pulling Teeth" من ألبوم كل إم أول، وقد كان عنوان الأغنية عندما كان يتم العمل عليها هو «عندما تتجمد الجحيم» "When Hell Freezes Over".
كانت هذه الأغنية هي الأخيرة التي يساهم في كتابتها عازف الليد جيتار ديف موستاين لفرقة ميتاليكا.

## المصدر
ويكيبيديا الإنجليزية Ride the lightning
عدد مرات عزف الأغاني مباشرة http://www.metallica.com/song_list.asp?sorting=1&sortdir=2&sortby=s.times_performed نسخة محفوظة 15 مارس 2012 على موقع واي باك مشين.

## وصلات خارجية
- رايد ذي لايتنينغ على موقع الموسوعة البريطانية (الإنجليزية)
- رايد ذي لايتنينغ على موقع أول موفي (الإنجليزية)